# 鹽煮馬鈴薯
鹽煮馬鈴薯是锡拉丘兹的在地料理，通常以夏季第一次摘採的新鮮馬鈴薯來烹煮。在紐約中部，鹽煮馬鈴薯通常在集市或燒烤等場合作為主食食用。用於烹煮鹽煮馬鈴薯的馬鈴薯通常會隨著鹽包一同販賣。
烹調過程中，鹽水會在馬鈴薯表面形成一層膜，所以鹽煮馬鈴薯嘗起來不會過於死鹹，而是類似於水煮馬鈴薯的模樣。而鹽煮馬鈴薯會有一種特別的口感，類似於蓬鬆的烤馬鈴薯，但增添了奶油的香味。通常四磅的馬鈴薯中會添加一磅的鹽來烹煮。

## 起源
位於纽约的锡拉丘兹有著悠久的產鹽歷史，奧農達加湖附近有著鹽泉可供產鹽，透過伊利運河供應整個紐約東北部的食鹽。鹵水晾乾後刮去鹽渣、研磨並包裝，即可作為產品出售。
鹽煮馬鈴薯曾是锡拉丘兹製鹽工人大部分的日常飲食。十九世紀時，工人經常帶著一包未剝皮且賣相不佳的小顆馬鈴薯，作為工作日的午餐。中午休息時間，工人們便會在鹽泉內烹煮這些馬鈴薯食用。

### 商業發展
二十世紀初，馬鈴薯在紐約中部蔚為風行。當地企業家John Hinerwadel將馬鈴薯及鹽一同包裝，以「Hinerwadel's Famous Original Salt potatoes」的名字出售。1960年代，開始販售第一包鹽煮馬鈴薯；而時至今日，每年能售出一百萬袋鹽煮馬鈴薯。

### 作法
鹽煮馬鈴薯使用一口大小的小型馬鈴薯，會將表皮以粗布擦洗後再煮沸。通常會使用「Size B, Grade US No. 2」標準的馬鈴薯製作鹽煮馬鈴薯。烹煮時所添加在沸水中的食盐，比例約為一杯鹽配上六杯水。而在鹽水中煮過後，會再在其中添加熔化的黃油。烹煮後的馬鈴薯呈現乳狀，並由於鹽水的沸點高於純水，馬鈴薯中的澱粉能更徹底地加熱。而帶鹹味的馬鈴薯皮與奶油格外相襯。

## 德國
在德國，有一道字面意思相同（德語：Salzkartoffeln，「鹽煮馬鈴薯」）的菜餚。然而，與锡拉丘兹的鹽煮馬鈴薯相比，使用的鹽更少，且在烹煮時會將皮剝除。所以，儘管這道菜肴直譯名稱為「鹽煮馬鈴薯」，但「煮馬鈴薯」仍然是較恰當的稱呼。

## 外部連結
- Salt potatoes（页面存档备份，存于） 紐約時報報導與食譜